# 錦富士隆聖
錦富士隆聖（1996年7月22日—），原名小笠原隆聖，日本青森縣十和田市出身（出生地静岡縣伊豆之國市）的現役大相撲力士。身高183cm、體重149kg、血型B型。最高位置東前頭17枚目（2022年7月場所）。所屬相撲部屋是伊勢濱部屋。

## 来歴
小笠原出生於青森縣十和田市，在十和田市三本木小學小學三年級開始學習相撲，六年級時，他在全國初中相撲錦標賽中進入前八名。高中時，他進入三本木農業高中農業機械系，並在高校相撲宇佐大會那裡獲得全國錦標賽個人組第三名。他在高中時的同學包括阿武咲奎也和翠富士一成，他現在和翠富士在同一個部屋裡比賽。
他在2016年9月初次比賽，曾先後獲序之口、序二段、幕下優勝，在2021年9月場所晉升十兩，並在2022年7月場所晉級幕內級別。